# Ciumani
Ciumani (węg. Gyergyócsomafalva) – wieś w Rumunii, w okręgu Harghita, w gminie Ciumani. W 2011 roku liczyła 4328 mieszkańców.